# 枧田街乡
枧田街乡，是中华人民共和国江西省上饶市鄱阳县下辖的一个乡镇级行政单位。

## 行政区划
枧田街乡下辖以下地区：
枧田村、枫林村、沙堤村、珠田村、丰田村、大源村、城墩村、闵桥村、黎岭村、团群村、茅岭村和黄岭村。